# Öndörshireet
Öndörshireet (mongoliska: Өндөрширээт Сум, Өндөрширээт, Öndörshireet Sum) är ett distrikt i Mongoliet.   Det ligger i provinsen Töv, i den centrala delen av landet, 140 km sydväst om huvudstaden Ulaanbaatar.